# 2015年中正紀念堂銅像汙損事件
2015年中正紀念堂銅像汙損事件，為2015年2月27日上午11點5分，台獨團體「台灣國」成員王獻極、陳峻涵等約7、8人在中正紀念堂，向蔣中正銅像丟擲裝有黑色墨汁的水球和雞蛋的事件。以抗議二二八事件與表達對蔣中正實行個人崇拜的不滿。這也是中正紀念堂園區完工落成後，銅像首次遭人為汙損破壞的事件。

## 背景
在台灣於民國76年（1987年）解嚴前，當時的政府將蔣中正奉作「民族英雄」、「民族救星」、「傳承堯舜禹湯以至國父孫中山先生的中華道統继承者」，並大力宣揚蔣的政績與成就，並將其生日及逝世日期訂為紀念日、廣立銅像要求民間尊崇。國民黨治台政策與日本「皇民化」政策也有許多類似之處（尤其是文化及教育的政策）；但在台灣社會上一直存在厭惡蔣中正和個人崇拜的聲音，而蔣家父子的過錯也有所流傳。而在解嚴之後，各種不同的聲音得以浮現，對兩蔣功過亦有不同評價，執政的國民黨也開始淡化蔣中正的統治象徵與進行一些去黨國化；而民進黨方面則是對蔣進行批判，民進黨的價值觀包含要針對蔣家及國民黨的統治象徵進行變更並廣為宣傳其統治罪行。
1947年2月底，因發生一起緝菸血案，積怨已深的民眾發起大規模請願抗議，請願民眾遊行至行政長官公署卻無預警遭公署衛兵以機關槍掃射，局勢因此惡化，演變成大規模軍民衝突。國民政府從中國大陸增援軍隊對台灣民眾進行鎮壓屠殺與清鄉，事稱二二八事件。近來有學者研究認為，蔣中正是下令調動軍隊的關鍵人物，更使得獨派或泛綠人士將蔣視為事件的「元兇」。
在事件發生前數日，有多所大專院校校園內就已傳出蔣介石銅像遭破壞的事件。

## 過程
2月27日上午，台灣國成員於台北賓館外召開記者會，細數行政院前秘書長林益世索賄和前台北市議員賴素如涉嫌收賄，以及台南市議長李全教遭收押等馬政府腐敗事蹟，諷刺馬英九總統就像隻無腳的毛蟹，政令難行，一行人並將貼有馬總統照片的毛蟹斷手斷腳象徵分屍。並要求馬英九總統不得出訪外國，避免馬英九為了免遭牢獄之災潛逃不回台。
記者會結束後，他們不動聲色走入中正紀念堂，趁著十一點的禮兵交接結束後，開放民眾貼近蔣中正銅像拍照時衝入圍欄，將裝有黑色墨水的水球、雞蛋丟向銅像，並且高喊「歷史可以原諒、不能遺忘，但沒有真相如何原諒？」、「殺人魔王蔣介石」等語。由於銅像體積龐大，使得抗議人士所投擲的物品幾乎都命中，因而遭受汙損。
警衛見狀隨即上前制止，其餘成員則阻撓其行動，發生口角及拉扯衝突。過程中造成銅像前的圍欄被撞倒。
由於當時警衛人數不足，只能任由台灣國成員四竄，最後只將帶頭的王獻極、陳峻涵拖入電梯帶走。

## 後續
警方將成員帶回偵訊。並表示王、陳兩人已違反社會秩序維護法，但並未破壞銅像至不可復原地步，故不涉及刑法毀損罪，訊後將兩人各裁罰兩千元。